# 3507 Vilas
3507 Vilas eller 1982 UX är en asteroid i huvudbältet som upptäcktes den 21 oktober 1982 av den amerikanske astronomen Edward L.G. Bowell vid Anderson Mesa Station. Den är uppkallad efter den amerikanska astronomen Faith Vilas.
Asteroiden har en diameter på ungefär 24 kilometer och den tillhör asteroidgruppen Themis.